# Маренго (Мантова)
Маренго је насеље у Италији у округу Мантова, региону Ломбардија.
Према процени из 2011. у насељу је живело 242 становника. Насеље се налази на надморској висини од 42 м.